# Veyretia cogniauxiana
Veyretia cogniauxiana là một loài thực vật có hoa trong họ Lan. Loài này được (Barb.Rodr. ex Cogn.) Szlach. miêu tả khoa học đầu tiên năm 1995.